# فرانسوا فرانكور
فرانسوا فرانكور (بالفرنسية: François Francœur)‏ هو ملحن فرنسي، ولد في 21 سبتمبر 1698 في باريس في فرنسا، وتوفي بنفس المكان في 5 أغسطس 1787.

## وصلات خارجية
- فرانسوا فرانكور على موقع ميوزك برينز (الإنجليزية)
- فرانسوا فرانكور على موقع أول ميوزيك (الإنجليزية)
- فرانسوا فرانكور على موقع ديسكوغز (الإنجليزية)